# Psaliodes lilacina
Psaliodes lilacina là một loài bướm đêm trong họ Geometridae.